# Carol Benisch
Carol Benisch (Krnov, 1822-Bucarest, 1896) fue un arquitecto de Rumania.

## Biografía
Nacido en 1822 en la ciudad de Jägerndorf (actualmente Krnov, en la República Checa), estudió en Viena y Múnich y luego se instaló en Pest. En 1847, el príncipe Gheorghe Bibescu y el general Ion Emanuel Florescu lo contrataron para que marchara a Bucarest como arquitecto de la Iglesia, y como tal realizó varios planos para los monasterios de Tismana, Arnota y Bistrița. Dirigió la construcción, o realizó el proyecto, de edificios como la iglesia Domnița Bălașa en Bucarest, la catedral de San José de Bucarest y la catedral de Constanza. Después de estar al servicio del Estado como arquitecto durante veintisiete años, obtuvo la nacionalidad rumana con todos sus derechos en 1875. Falleció en octubre de 1896 en Bucarest.